# Coppia (sociologia)

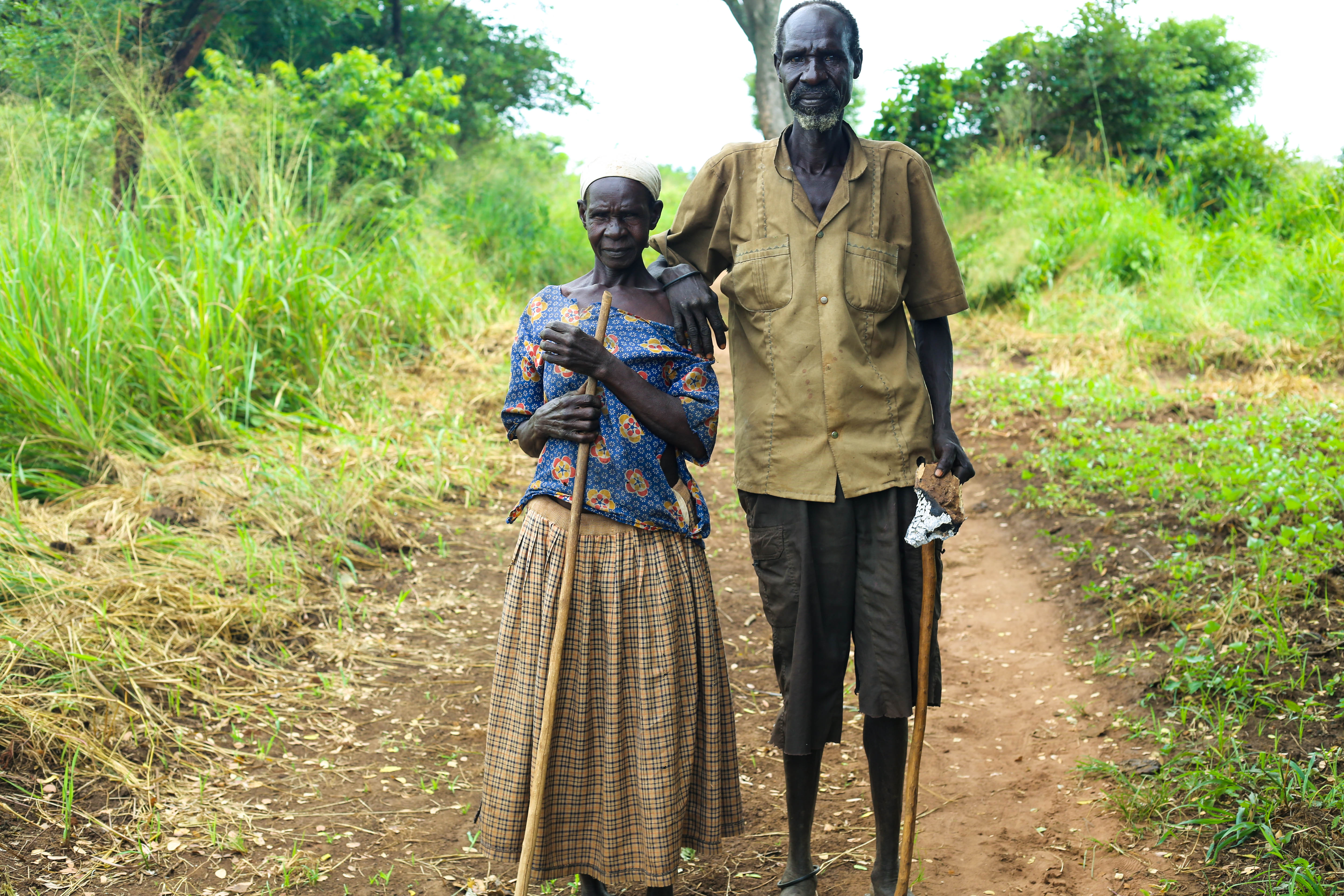
Coppia in Uganda.

La coppia è la relazione interpersonale che intercorre tra due persone. 
Il termine generalmente si riferisce a rapporti in cui ci sia confidenza, coinvolgimento e intimità emotiva, sentimentale e/o erotico-sessuale, ma in senso lato, può anche indicare un rapporto di tipo professionale o socialmente noto.

## Relazioni di coppia
Le relazioni di coppia svolgono un ruolo centrale nell'esperienza umana. Esse rispondono a un bisogno di "attaccamento", di vicinanza e intimità e possono fornire sostegno reciproco. 
Lo studio sistematico delle relazioni di coppia è un settore relativamente nuovo della ricerca nel campo della psicologia sociale, emerso negli ultimi decenni. Anche se lo studio sistematico di questo tipo di relazioni è abbastanza recente, il pensiero sociale e l'analisi della coppia si può far risalire ai primi filosofi greci. I primi studi accademici si sono interessati anche delle relazioni di coppia, ma si sono limitati alle diade o ai piccoli gruppi di persone in ambiti pubblici ed esaminando in modo restrittivo comportamenti come la competizione e la cooperazione, la negoziazione e la contrattazione, la conformità e la resistenza.